# Persita Tangerang
Persita Tangerang ist ein Fußballverein aus Tangerang, Indonesien. Er wurde eigentlich bereits 1945 gegründet, aber im Jahr 1953 offiziell von der PSSi zugelassen. Aus diesem Grund zählt der 9. September 1953 als Gründungstag. Aktuell spielt der Verein in der höchsten Liga des Landes, der Liga 1. Der Verein wurde 2002 und 2012 jeweils nationaler Vizemeister. Vor dem Aufstieg 2020 in die erste Liga, spielte der Verein zuletzt 2014 in der höchsten indonesischen Spielklasse, der damaligen Indonesia Super League.
In der Saison 2003 nahm man am ASEAN Club Championship teil und erreichte das Viertelfinale, in dem man dem späteren Sieger Kingfisher East Bengal aus Indien mit 1:2 unterlag.

## Stadion
Der Verein trägt seine Heimspiele im Maulana Yusuf Stadium in Serang aus. Die 1985 eröffnete Sportstätte hat ein Fassungsvermögen von 15.000 Personen.